# Pernod Ricard
Pernod Ricard je francouzský koncern specializující se na výrobu a distribuci vín a lihovin.

## Historie a postavení na trhu
Koncern Pernod Ricard vznikl v roce 1975 fúzí do té doby konkurenčních společností, výrobců anýzových aperitivů Pernod (vznikla v roce 1805) a Paul Ricard (vznikla roku 1932).
V roce 2001 Pernod Ricard získal obchod s víny a lihovinami kanadské skupiny Seagram, v roce 2005 vyjednal akvizici konglomerátu Allied Domecq, vlastnícího značky jako Perrier-Jouët, Malibu, Kahlúa, Beefeater gin nebo Ballantine's whisky.
V roce 2008 vyhrál koncern aukci na koupi švédské státní společnosti Vin & Spri, výrobce vodky Absolut. Tím se stal druhou největší společností na světovém trhu vín a lihovin (po britské společnosti Diageo a před Bacardi). V období 2014–2015 dosáhl její obrat 8 558 miliónů EUR.
V dubnu 2014 Pernod Ricard získal americkou vinařskou společnost Kenwood Vineyards. V březnu 2016 převzal Pernod Ricard většinový podíl v Monkey 4711, německém výrobci ginů.
V dubnu 2019 společnost Pernod Ricard oznámila akvizici italské značky ginu Malfy, v srpnu 2019 Pernod-Ricard koupil americkou společnost Firestone & Robertson Distilling, která vlastnila značku whisky TX, a společnost American Castle Brands, vlastníka Jeffersonova bourbonu.
V září 2021 společnost Pernord Ricard oznámila akvizici Whisky Exchange, britské společnosti specializující se na distribuci lihovin na internetu.

## Značky vlastněné společností
Mezi značky společnosti Pernod Ricard patří (neúplný seznam):
- Ararat
- Royal Salute whisky
- Chivas Regal
- The Glenlivet
- Jameson Irish Whiskey
- Seagram
- Pernod aux extraits d'absinthe
- Luksusowa
- Absolut
- Wyborowa
- Martell
- Jacob's Creek
- Pernod
- Becherovka
- Havana Club
- Olmeca Tequila
- Frïs Vodka
- Ballantine's
- Kahlúa
- Malibu
- Beefeater gin
- Stolichnaya vodka
- Perrier-Jouët